# 巴力

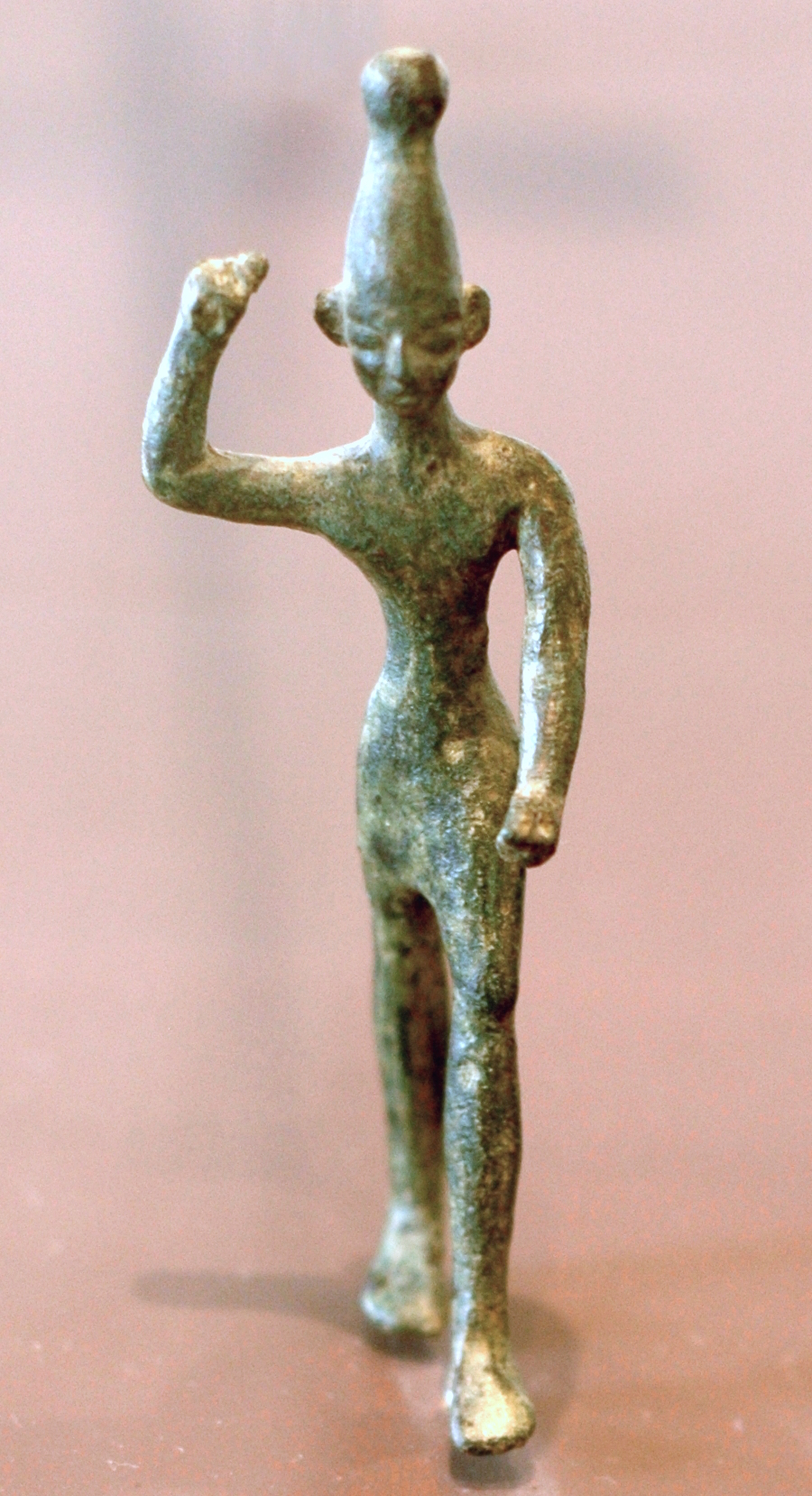
舉起右臂的巴力，前14–前12世紀，出土於沙姆拉（古代烏加里特），现藏於卢浮宫。

巴力（腓尼基语：𐤋𐤏𐤁‬），又譯巴爾、巴拉，是古代西亞西北閃米特語通行地區的一個封號，表示「主人」的意思，一般用於神祇。巴力這個封號是源自於迦南人的神明，是希伯來聖經中所提到的腓尼基人的首要神明，曾被用於不同的偶像，早在前15世紀，便有閃族的崇拜記錄。迦南神話中，最重要的是巴力的死與復活，並且與自然界的死和復活循環相配。迦南人認為，當在儀式中重演神話，自然界的力量也能夠重新恢復，使他們獲得肥沃的土壤、牲口與人丁等。許多當時如神廟妓女制度及各種狂歡儀式等的風俗，都源出於此。演變到後來，巴力就跟上帝一樣，所代表的就是「神」。巴力並非是一個特有的神名，隨著時間地點的不同，祂代表的就是不同的地方神。
在西元前3000年左右，巴力代表的是蘇美人的風神恩利勒。過了一千年後，巴力一詞被普遍使用，各地各城邦都稱呼他們的神為巴力。巴力以王的名義指揮66個軍團守護四方，許多以巴力為字首的代表的都是神名或王名。如巴比倫主神馬爾杜克以及腓尼基主神沙瑪什。這位神到了敘利亞以及波斯都有人崇拜，甚至在迦南文化中也有祂的存在，是至高神埃爾的兒子，在迦南的祭典中祂的生日和祭日都有在紀念，這位神祇甚至連腓尼基人也有在拜，和其妻亞斯她錄一同代表了腓尼基人豐饒文化的象徵，不但是太陽神也是農業神，當災害來臨時，人們即以為是巴力神的震怒，其牲禮儀式甚至必需獻上活人或小孩，因而生出了火神摩洛克。
隨著腓尼基人航海業的東奔西跑，巴力在摩西時期就已傳入到了地中海，包括了米甸文化（即米甸地區的阿拉伯一族）和摩押國（當時閃族的一支）。在舊約中看得出來古猶太人也有這位神祇的崇拜，可能就是因為當時各地的人都崇拜以至過度，儀式過奢侈，不但獻上活人，還建造了花費浩大的寺廟，動員上千的祭司和勞力，甚至出現淫亂的場面。使得某些人產生了反感，成為後來墮落神的由來。 

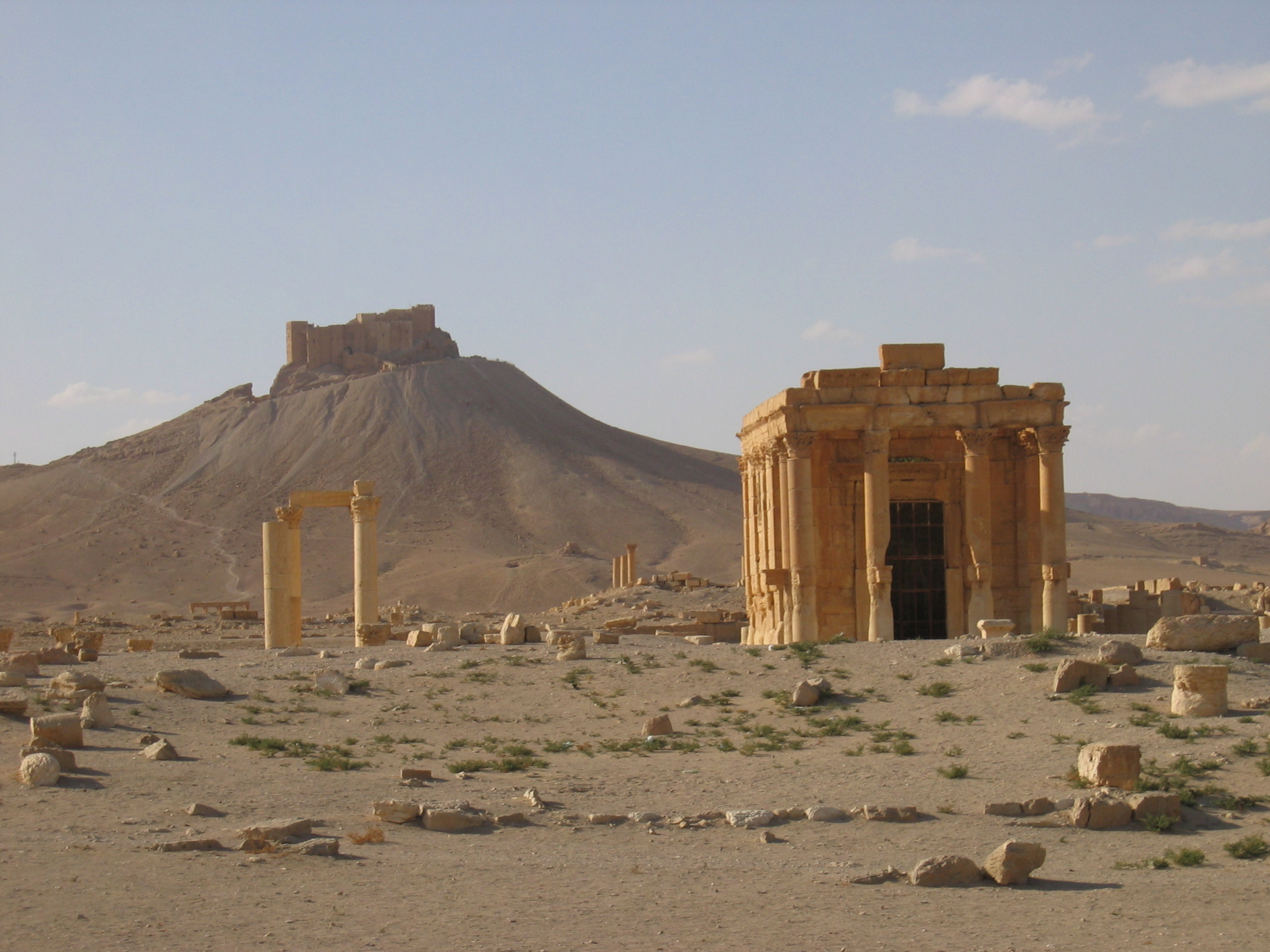
敘利亞巴尔米拉的巴力廟遺跡

另外，中世紀著作《所羅門的小鑰匙》中的七十二柱魔神，也有記載巴力。別名「巴耶力」（Bael），排第1位的魔王。腓尼基神的巴力最初只用來表示一個特定的神的名詞，但是後來這個名詞開始等同一般名詞中的「神」。巴力（Bael）為所羅門72柱魔神中排位第1位。雖然巴力多被描繪成人類或是公牛的外型，在魔法書的描述中，祂則是以貓、人、蟾蜍，或是其組合的相貌出現。相當醜陋，聲音沙啞，能使人有變隱形的能力，尚精通性愛和法律的知識。而在法國學者科蘭·戴·布蘭西1818年的作品《地獄辭典》中，卻是以貓、人和蟾蜍的頭擺在一組蜘蛛腳上的形象出現。

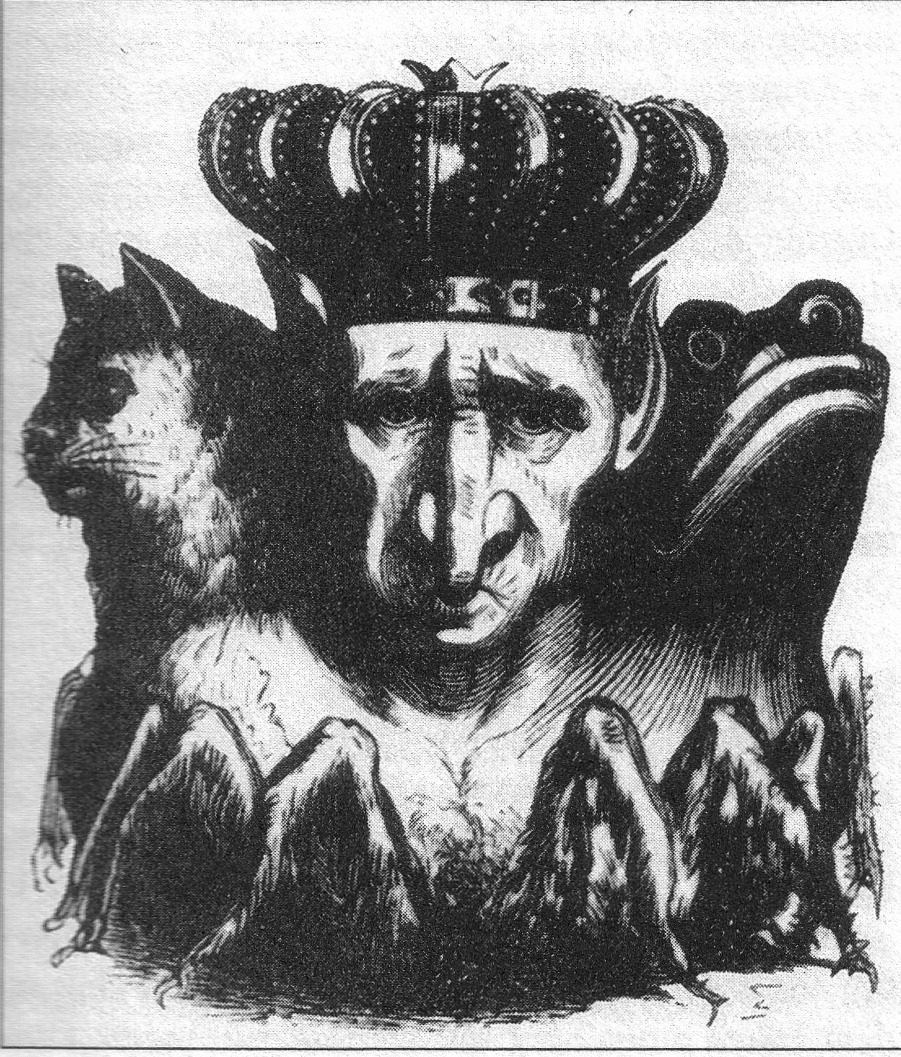
科兰·戴·布兰西著作《地獄辭典》中巴力的圖像

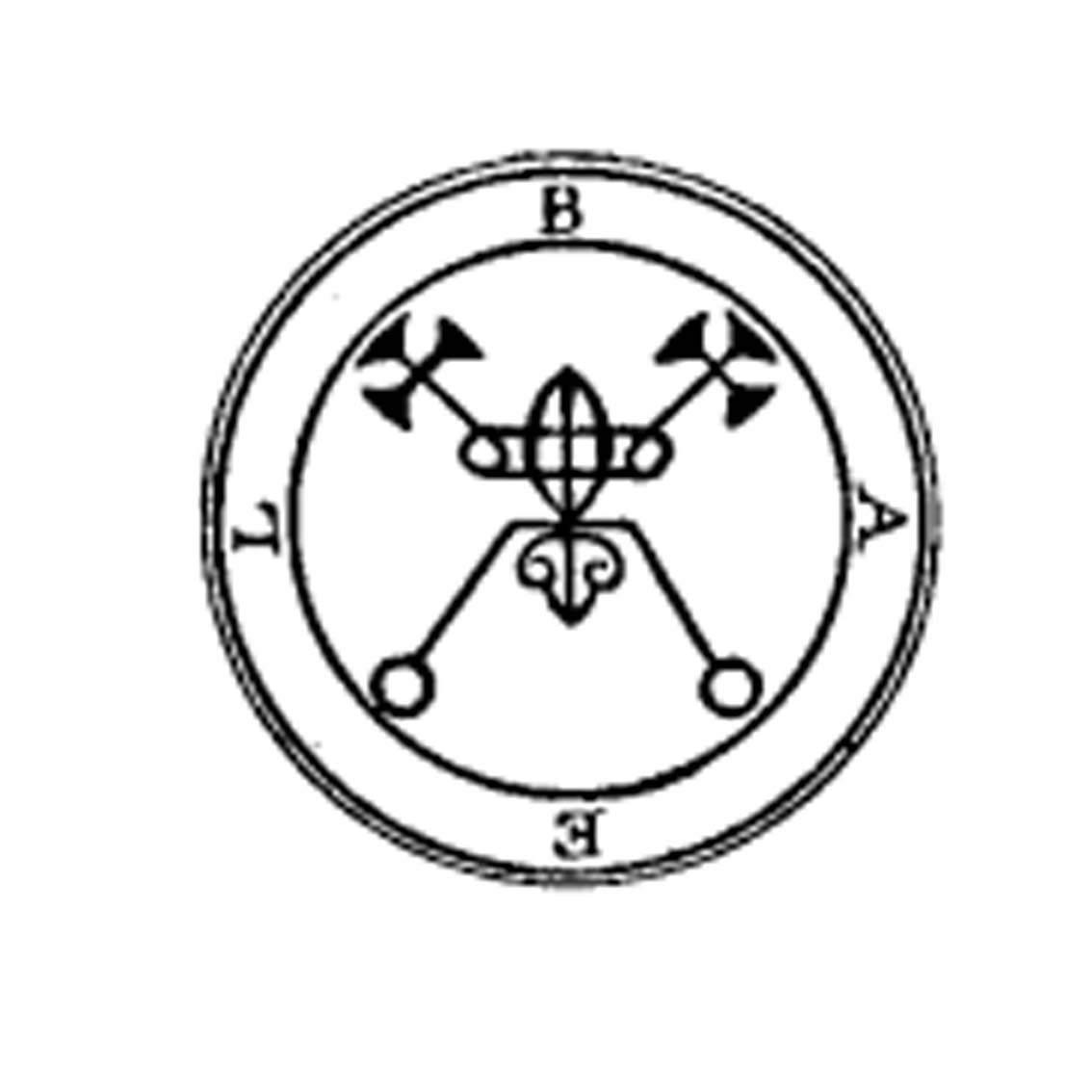
巴力印章

## 主要的巴力
巴力夏曼（Baal Shemem或Baal Shamen）：
腓尼基地方的主神，意思為「天空之神」，是諸天之主。
巴力哈達（Baal Hadad）：
迦南地方的主神，主司土地及豐饒。有一些學者極力主張巴力和哈達是指兩個不同的神，不過一般的看法都認為舊約聖經中特別指稱的巴力神就是巴力哈達。本來是阿卡德神話中的阿達德（Adad），蘇美爾名伊什庫爾，在蘇美爾神話中似乎並不是一位顯赫的神，後來傳入迦南之後，被尊為巴力哈達德（Baal Hadad），與伊南娜在當地的變形阿娜特共同執掌宇宙大權，成為神上之神。巴力哈達的故鄉在古敘利亞首都安提阿南方的采風山（Mt. Tsefon）。祂有一個妹妹，亦為祂的妻子，名字叫阿娜特（Anat,Anath）。祂的父親大神埃爾（為閃族對主神的稱號）有三個兒子，巴力（Baal）、閻（Yamm，意為海）及默（Mot，意為死亡） ，彼此互為競爭對手。在現今被發現的古敘利亞石碑上亦有說巴力的父親為大袞（Dagon，腓尼基地方一個半人半魚的大神） 。巴力和默每七年爭鬥一次，若是巴力獲勝，則大地獲得七年的豐饒；反之，則為七年的災荒。在巴力哈達的神話故事中，我們可以看出不少巴比倫文化的影子。就像馬爾杜克一樣。巴力在妹妹安奈的協助下，打敗了渾沌的代表「閻」，取得掌管天氣和農業的力量。在擊敗了閻之後，巴力的地位獲得提升。祂想建立自己的廟堂，但是受到大神埃爾的反對。祂的妻子兼小妹安奈於是威脅埃爾，埃爾出於無奈只得同意，並派火神庫薩－瓦－哈席斯（Kothar-wa-Hasis） 監督工程。廟堂就建在其父大袞的旁邊。巴力在祂的廟堂內建了窗戶，這給了祂一向輕視的小弟死神默（Mot）一個大好機會，默從祂的窗戶中進入巴力的廟堂，將巴力和祂的隨從一一吞進肚裏的地底世界。因為巴力無法再降雨，土壤變得貧瘠。憤怒的安奈於是與默開戰，將祂斬為千片，種於土中，巴力因此獲得重生，並帶回了豐饒。巴力哈達在傳說中的形象為右手持巨鎚，左手發著雷球，頭上戴著有兩支角的圓錐形冠冕，腳下則乘著雷。哈達的字意原有「雷」的意思。在之後的希臘神話當中，巴力轉化為巴勒斯（Belos） ，代表的即主神宙斯。
巴力比利土（Baal Berith或BalBerith）：
示劍（Shechem） 地方的神祇，意謂「聖約之神」（Lord of the Covenant）。士師記第八章第三十三節：「基甸死後、以色列人又去隨從諸巴力行邪淫、以巴力比利土為他們的神。」在居住在示劍的時期，巴力比利土是希伯來人主要的神明。1960年初曾挖出示劍地方巴力比利土神廟的遺跡，門前的聖柱上有著陽具外形的符號，及代表著女性性器的圖樣，一般認為這些是豐饒的象徵。而在所羅門七十二柱魔神中為排第28位的魔神比利士，位階大公，統帥26個軍團，有「恐怖公爵」之稱。
巴力哈蒙（Baal Hammon）：
是古迦太基神話中的主神。他也是天空之神、植物之神、生育之神，形象是一位長有鬍鬚和公羊角的老人，被崇拜為雙角之王（Lord of the Two Horns）。羅馬的農神節有受到迦太基巴耳·哈蒙信仰的影響。

## 聖經中的巴力
在《希伯来圣经》中被多次提及，用「事奉巴力」一詞描述離棄耶和華。在舊約時代，巴力和耶和華的信仰在巴勒斯坦一帶曾多次角力，以色列王国和犹大王国兩國的當權者就曾多次交替轉換信仰。以色列王亞哈的妻子耶洗別曾下令所有國民只能拜巴力。先知以利亞在亞哈王面前和四百五十名巴力先知比賽求火獲勝。耶戶將軍殺了約蘭和耶洗別後用計殺盡拜巴力者。祭師耶何耶大在率令軍兵殺掉猶大太后亞她利雅後也率令眾人拆毀了巴力廟。猶大國的瑪拿西登位，巴力信徒便領他離棄耶和華。在舊約還是有巴力這個名稱存在，在到了新約即成了鬼王別西卜。
巴力在希伯來神話中被當作是次級神靈或邪魔。聖經中對地方神都均以巴力來稱呼；神秘教派的經典「柔哈」則將巴力（Bael）視為天使長拉斐爾；在《所羅門的小鑰匙》一書中有寫到，巴力則為東方的惡魔之王，祂的形態變化不定，巴力這個字彙在聖經中出現了超過一百次，其中有許多人名、地名是巴力或包含有巴力字樣的；在後期如「何西阿書」的聖經中，巴力這個字常被羞恥（boshet）所取代，如歷代志上第八章第八節中的米力巴力（Meribbaal） ，到了撒母耳記下第四章第四節中，祂的名字就變成了米非波設（Mephibosheth）。

## 基督教徒在宣教中對巴力的應用
巴力並不是真正的“神”，基督教徒在稱呼異教神靈的時候，便使用撒旦或是巴力來代表。一些陰謀論者在指責傳統宗教敗壞信仰的時候，也會聲稱它們受到一眾「天堂之主」巴力所控制。

### 出处
1. ↑  M. Smith, ‘Athtart in Late Bronze Age Syrian Texts （页面存档备份，存于） [in:] D. T. Sugimoto (ed), Transformation of a Goddess. Ishtar – Astarte – Aphrodite, 2014, p. 48-49; 60-61
2. ↑  T. J. Lewis, ʿAthtartu’s Incantations and the Use of Divine Names as Weapons （页面存档备份，存于）, Journal of Near Eastern Studies 71, 2011, p. 208
3. ↑  S. A. Wiggins, Pidray, Tallay and Arsay in the Baal Cycle （页面存档备份，存于）, Journal of Northwest Semitic Languages 2(29), 2003, p. 86-93
4. ↑  腓尼基语实际发音为“Baʿal”（/[baʕal]/）。
5. 1 2  （中文）關於迦南的邪惡風俗 （页面存档备份，存于）
6. ↑  如士師記2:10-13
7. ↑  列王紀上17:1-7
8. ↑  列王紀上18:38-19:2 （页面存档备份，存于）
9. ↑  列王紀下10:18
10. ↑  列王紀下11:15-18
11. ↑  歷代志下32:21-33:12

### 直接文獻
- Leiden und Triumph Bêl-Marduks. In: Hugo Gressmann (Hrsg.): Altorientalische Texte und Bilder zum Alten Testament. de Gruyter, Berlin u.a. 1926, S. 320-322. (babylon.)
- Baal-Zyklus, Baal, der Wasserspender und Keret-Epos. In: Otto Kaiser  (Hrsg.): Texte aus der Umwelt des Alten Testaments. Alte Folge, Band III: Weisheitstexte, Mythen und Epen, Lieferung 6: Mythen und Epen IV. Gütersloher Verlagshaus, Gütersloh 1997, ISBN 3-579-00083-7, S. 1091-1253. (ugarit.)
- Lieder und Gebete an Baal und Marduk. In: Otto Kaiser (Hrsg.): Texte aus der Umwelt des Alten Testaments. Alte Folge, Band II: Religiöse Texte, Lieferung 6: Lieder und Gebete II. Gütersloher Verlagshaus, Gütersloh 1991, ISBN 3-579-00071-3, S. 819-823. (ugarit.)
- Poems about Baal and Anat. In: James B. Pritchard (Hrsg.): Ancient Near Eastern Texts relating to the Old Testament. Princeton Univ. Press, Princeton 1992, ISBN 0-691-03503-2, S. 129-142. (ugarit.)
- Opfermahl zu Ehren von Sapan und Ba‘al. In：Otto Kaiser (Hrsg.): Texte aus der Umwelt des Alten Testaments. Alte Folge, Band II: Religiöse Texte, Lieferung 3: Rituale und Beschwörungen II. Gütersloher Verlagshaus, Gütersloh 1988, ISBN 3-579-00068-3, S. 321-322. (ugarit.)
- Baal als Gewittergott. In: Walter Beyerlin (Hrsg.): Religionsgeschichtliches Textbuch zum Alten Testament. Vandenhoeck & Ruprecht, Göttingen 1985, ISBN 3-525-51659-2, S. 238-239. (ugarit.)
- Sparagmos und Omophagie. Manfried Dietrich / Oswald Loretz: Studien zu den ugaritischen Texten I: Mythos und Ritual in KTU 1.12, 1.24, 1.96, 1.100 und 1.114. Ugarit-Verlag, Münster 2000, ISBN 3-927120-84-7, S. 234. (ugarit.; Anat verzehrt Baals Fleisch und Blut)
- Die Karatepe-Inschriften. In: Walter Beyerlin (Hrsg.): Religionsgeschichtliches Textbuch zum Alten Testament. Vandenhoeck & Ruprecht, Göttingen 1985, ISBN 3-525-51659-2, S. 257-260. (zweisprachige hieroglyphen-luwische Bauinschrift auf einer Baalstatue)
- Erstes und zweites Amulett aus Arslan Tasch. In: Walter Beyerlin (Hrsg.): Religionsgeschichtliches Textbuch zum Alten Testament. Vandenhoeck & Ruprecht, Göttingen 1985, ISBN 3-525-51659-2, S. 264-266. (Beschwörungstexte in einem aram.-phöniz. Mischdialekt)
- The Egyptians and the Gods of Asia. In: James B. Pritchard (Hrsg.): Ancient Near Eastern Texts relating to the Old Testament. Princeton Univ. Press, Princeton 1992, ISBN 0-691-03503-2, S. 249-250. (埃及語)
- Kosmogonie des Berosus und Kosmogonie des Damascius. In: Hugo Gressmann (Hrsg.): Altorientalische Texte und Bilder zum Alten Testament. de Gruyter, Berlin u.a. 1926, S. 137-138. (希臘語)

### 間接文獻
- Emma Brunner-Traut: Die großen Religionen des Alten Orients und der Antike. W. Kohlhammer, Stuttgart 1992, ISBN 3-17-011976-1.
- Hartmut Gese: Die Religionen Altsyriens, Altarabiens und der Mandäer. W. Kohlhammer, Stuttgart/Berlin/Köln/Mainz 1970 (Die Religionen der Menschheit, Band 10,2).
- Hans W. Haussig: Wörterbuch der Mythologie. Klett-Cotta, Stuttgart 1965年 (第一卷).
- Dirk Kinet: „Baal ließ seine Heilige Stimme erschallen...“. Der theologische Ertrag der religiösen Texte aus Ugarit. In: Welt und Umwelt der Bibel, Katholisches Bibelwerk e.V.
- Kay Kohlmeyer u.a.: Land des Baal. Syrien - Forum der Völker und Kulturen. Von Zabern, Mainz am Rhein 1982, ISBN 3-8053-0576-1 (Ausstellungskatalog).
- Herbert Niehr: Ba‘alšamem. Studien zur Herkunft, Geschichte und Rezeptionsgeschichte eines phönizischen Gottes. Peeters, Leuven 2003, ISBN 90-429-1273-1.
- Herbert Niehr: Religionen in Israels Umwelt. Echter, Würzburg 1998 (Die neue Echter-Bibel, Erg.-Bd. 5).
- Daniel Schwemer: Die Wettergottgestalten Mesopotamiens und Nordsyriens im Zeitalter der Keilschriftkulturen. Materialien und Studien nach den schriftlichen Quellen. Harrassowitz, Wiesbaden 2001, ISBN 3-447-04456-X.
- Jean-Pierre Thiollet: Je m'appelle Byblos. H & D, Paris 2005, ISBN 2 914 266 04 9

## 外部連結
- The Catholic Encyclopedia, entry "Baal, Baalim" （页面存档备份，存于）
- Jewish Encyclopedia, entries "Ba'al", "Ba'al-worship", "Ba'al-Ha-bayit" etc （页面存档备份，存于）
- Article Baal （页面存档备份，存于） (PDF format) by W. Robertson Smith and George F. Moore in Encyclopædia Biblica, edited T. K. Cheyne and J. Sutherland Black, MacMillan: London, 1899. (Still quite accurate.)
- Bartleby: American Heritage Dictionary: Semitic roots: bcl.
- Punic images of Baal Hammon described. （页面存档备份，存于）
- Iconography of Baal (PDF)
- Rabbi Meir Baal Haneis